# アベル・ゴンゴラ
アベル・ゴンゴラ（Abel Góngora、1983年7月30日 - ）は、スペイン・バルセロナ出身のアニメーター、アニメ監督。サイエンスSARU所属。

## 人物・作風
アイルランドのアニメーション制作会社カートゥーン・サルーン出身。2006年よりアニメーターとしてのキャリアをスタートし、フランスのAnkamaでアニメーターとして活躍後、2013年からはサイエンスSARUへフラッシュアニメーターとして所属している。
スタジオ立ち上げのきっかけとなった「アドベンチャー・タイム　Food chain」を皮切りに湯浅政明監督の作品に参加。『夜明け告げるルーのうた』『DEVILMAN crybaby』などではフラッシュアニメーションチーフを務め、『映像研には手を出すな！』ではOPアニメーションを手掛けた。
その他、『きみと、波にのれたら』の主題歌「Brand New Story」（Generations from EXILE tribe)のMVやスター・ウォーズ: ビジョンズ「T0-B1」では監督を務めている。
2023年11月17日より全世界配信開始のNetflixシリーズ「スコット・ピルグリム テイクス・オフ」（原題「Scott Pilgrim Takes Off」）ではシリーズ作品として初めて監督を務めている。

## 参加作品

### テレビアニメ
2007年
- スカンクフー（原画・ロケーションデザイナー）

2008年
- ワクフ（原画）

2014年
- アドベンチャー・タイム　Food chain（原画・フラッシュアニメーション）
- ピンポン THE ANIMATION（フラッシュアニメーション）

2015年
- 牙狼-GARO- -炎の刻印-（OP作画・撮影）

2017年
- 牙狼-GARO- -VANISHING LINE-（OP絵コンテ・演出・作画・撮影）

2020年
- 映像研には手を出すな!（OP原画・フラッシュアニメーション））

2025年
- ダンダダン（監督）

### 劇場アニメ
2014年
- クレヨンしんちゃん ガチンコ!逆襲のロボとーちゃん（原画・フラッシュアニメーション）
- 映画 妖怪ウォッチ 誕生の秘密だニャン!（ED原画・フラッシュアニメーション）

2015年
- クレヨンしんちゃん オラの引越し物語 サボテン大襲撃（原画・フラッシュアニメーション）

2017年
- 夜は短し歩けよ乙女（フラッシュアニメーションチーフ）
- 夜明け告げるルーのうた（フラッシュアニメーションチーフ）

2019年
- きみと、波にのれたら（フラッシュアニメーションチーフ・原画）

2022年
- 犬王（原画）
- 四畳半タイムマシンブルース（原画）

### OVA
2015年
- みんなのどうよう 夕やけ小やけ〜うたいつぎたいうた〜「四季の歌」（原画・フラッシュアニメーション）

### Webアニメ
2018年
- DEVILMAN crybaby（フラッシュアニメーションチーフ・絵コンテ）

2019年
- SUPER SHIRO（作画監督・原画・フラッシュアニメーション）

2020年
- 日本沈没2020（フラッシュアニメーションチーフ・原画）

2021年
- スター・ウォーズ: ビジョンズ「T0-B1」（監督）

2023年
- スコット・ピルグリム テイクス・オフ（監督）